# Béthencourt-sur-Somme
Pour les articles homonymes, voir Béthencourt (homonymie).
Béthencourt-sur-Somme est une commune française située dans le département de la Somme en région Hauts-de-France.

## Géographie

### Description
Béthencourt-sur-Somme est un village rural picard de la vallée de la Haute-Somme, située à 15 km au sud de Péronne, 24 km à l'ouest de Saint-Quentin et à 43 km au nord de Compiègne.
Il est aisément accessible par l'autoroute A29 et par l'ex-route nationale 30 (actuelle RD 930).
En 2019, la localité est desservie par les autocars du réseau inter-urbain Trans'80, Hauts-de-France (ligne no 50, Péronne - Matigny - Ham).

### Hydrographie

#### Réseau hydrographique
La commune est située dans le bassin Artois-Picardie. Elle est drainée par la rivière Somme , la Somme canalisée et le fleuve la Somme,.
La Somme limite le territoire communal à l'est. C'est un fleuve du nord de la France, en région Hauts-de-France, qui traverse les deux départements de l'Aisne et de la Somme. Il prend sa source dans la commune de Fonsomme et se jette  dans la Manche par la baie de Somme entre Le Crotoy et Saint-Valery-sur-Somme. Depuis les aménagements de 2020, 80 emplacements de pêcheurs sont disponibles à l'année
Le canal de la Somme, construit entre 1770 et 1827, et mis au gabarit Freycinet en 1880, est long 170 km. Il débute à Saint-Simon où il touche au canal de Saint-Quentin et débouche dans la baie de Somme.

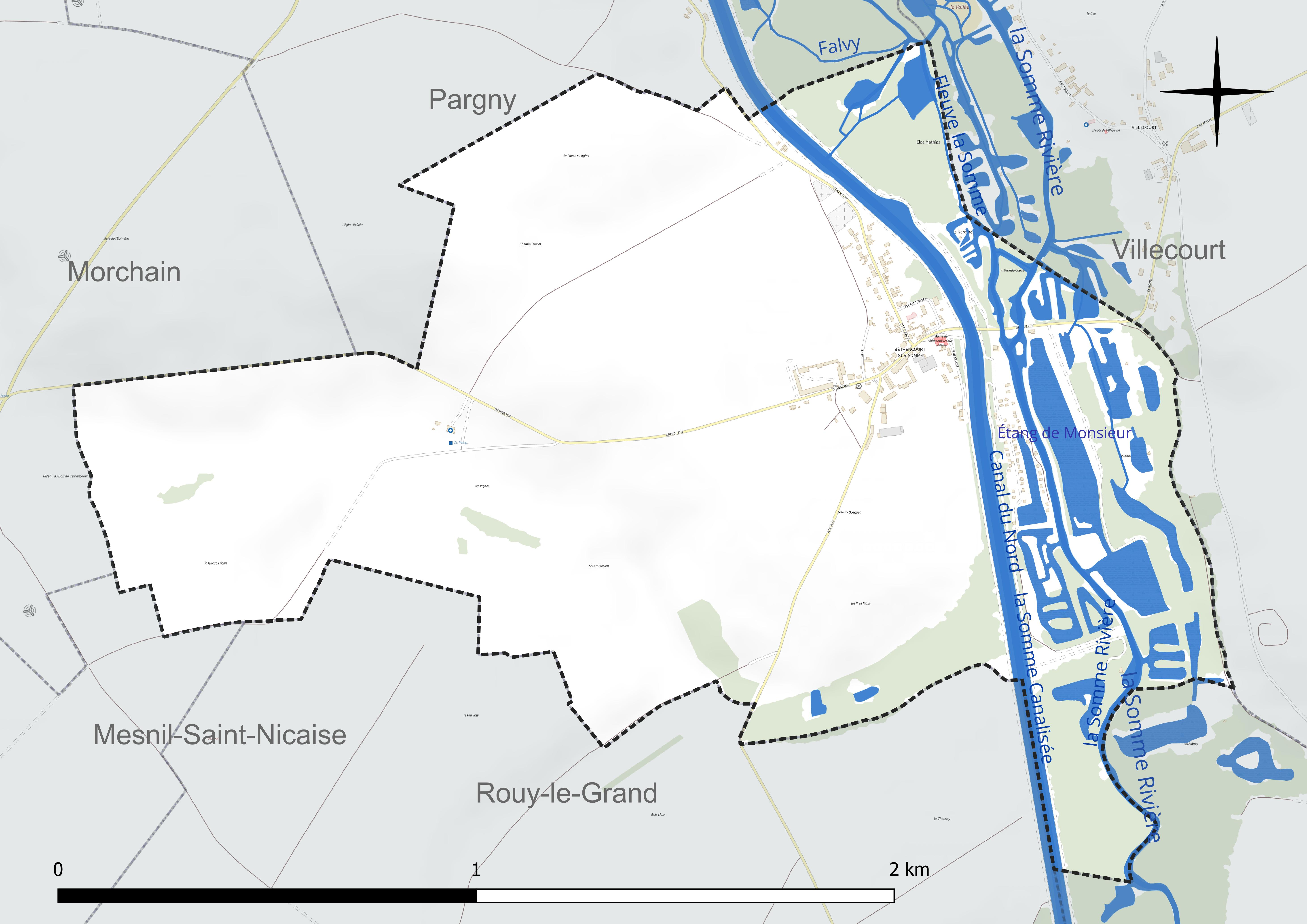
Réseau hydrographique de Béthencourt-sur-Somme.

Un plan d'eau complète le réseau hydrographique : l'étang de Monsieur (3,3 ha),.

#### Gestion et qualité des eaux
Le territoire communal est couvert par le schéma d'aménagement et de gestion des eaux (SAGE) « Haute Somme ». Ce document de planification concerne un territoire de 1 798 km2 de superficie, délimité par le bassin versant de la Haute Somme est constitué d'un réseau hydrographique complexe de cours d'eau, de marais, d'étangs et de canaux. Le périmètre a été arrêté le 21 avril 2006 et le SAGE proprement dit a été approuvé le 15 juin 2017. La structure porteuse de l'élaboration et de la mise en œuvre est le syndicat mixte d'aménagement hydraulique du bassin versant de la Somme (AMEVA).
La qualité des cours d'eau peut être consultée sur un site dédié géré par les agences de l'eau et l'Agence française pour la biodiversité.

### Climat
Pour des articles plus généraux, voir Climat des Hauts-de-France et Climat de la Somme.
En 2010, le climat de la commune est de type climat océanique dégradé des plaines du Centre et du Nord, selon une étude du CNRS s'appuyant sur une série de données couvrant la période 1971-2000. En 2020, Météo-France publie une typologie des climats de la France métropolitaine dans laquelle la commune est exposée à un climat océanique et est dans la région climatique Nord-est du bassin Parisien, caractérisée par un ensoleillement médiocre, une pluviométrie moyenne régulièrement répartie au cours de l'année et un hiver froid (3 °C).
Pour la période 1971-2000, la température annuelle moyenne est de 10,5 °C, avec une amplitude thermique annuelle de 14,7 °C. Le cumul annuel moyen de précipitations est de 707 mm, avec 11,4 jours de précipitations en janvier et 8,7 jours en juillet. Pour la période 1991-2020, la température moyenne annuelle observée sur la station météorologique la plus proche, située sur la commune d'Estrées-Mons à 10 km à vol d'oiseau, est de 11,0 °C et le cumul annuel moyen de précipitations est de 647,5 mm,. Pour l'avenir, les paramètres climatiques de la commune estimés pour 2050 selon différents scénarios d'émission de gaz à effet de serre sont consultables sur un site dédié publié par Météo-France en novembre 2022.

## Urbanisme

### Typologie
Au 1er janvier 2024, Béthencourt-sur-Somme est catégorisée commune rurale à habitat dispersé, selon la nouvelle grille communale de densité à sept niveaux définie par l'Insee en 2022.
Elle est située hors unité urbaine et hors attraction des villes,.

### Occupation des sols
L'occupation des sols de la commune, telle qu'elle ressort de la base de données européenne d'occupation biophysique des sols Corine Land Cover (CLC), est marquée par l'importance des territoires agricoles (68,4 % en 2018), une proportion identique à celle de 1990 (68,4 %). La répartition détaillée en 2018 est la suivante : 
terres arables (68,4 %), forêts (12,5 %), eaux continentales (10,3 %), zones urbanisées (8,9 %). L'évolution de l'occupation des sols de la commune et de ses infrastructures peut être observée sur les différentes représentations cartographiques du territoire : la carte de Cassini (XVIIIe siècle), la carte d'état-major (1820-1866) et les cartes ou photos aériennes de l'IGN pour la période actuelle (1950 à aujourd'hui).

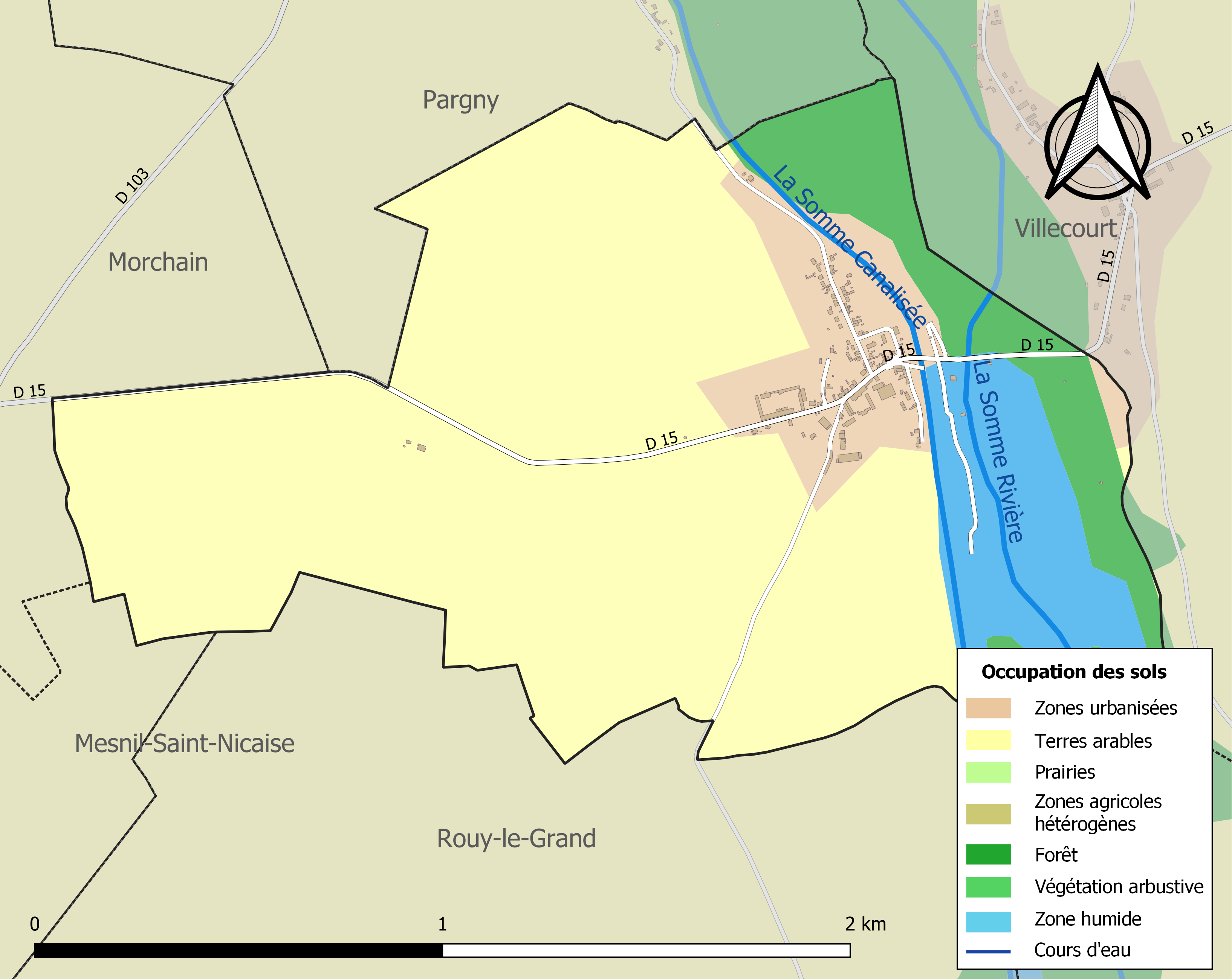
Carte des infrastructures et de l'occupation des sols de la commune en 2018 (CLC).

## Toponymie
Voir Béthencourt (toponymie) et Bettenhoven (toponymie).

## Histoire

### Moyen Âge
En 1035, Baudoin de Béthencourt était seigneur du village.
Des actes anciens évoquent Béthecourt et ses seigneurs :
- Jean de Béthencourt, seigneur du lieu, en 1231, tenait à Béthencourt-sur-Somme un château-fort, bien assis pour garder le passage de la Somme sur la route de Nesle, au sein d'un dense réseau d'établissements templiers de la région. Ce château un peu oublié de l'histoire, subsiste jusqu'au règne de Louis XIII[réf. nécessaire] ».
- En 1246 un chevalier, Hue de Courchon, donne aux templiers l'espace sis entre son manoir et la maison du Temple avec droits sur les terres données, « au sud et tout près de Betencourt[réf. nécessaire] ».
- En mars 1231, un acte de notoriété établi par le chevalier Jean de Béthencourt pour garantit à tout jamais d'une vente de plusieurs pièces de terre appartenant à Symon de Cokerel, son homme lige, à l'abbesse de Beaulieu et sises sur le chemin de Béthencourt à Nesle dans le fief de Jean de Nesle, seigneur dominant ; vente effectuée par autorité seigneuriale pour liquider honorablement les dettes laissées à acquitter par ledit Symon de Cokerel à ses enfants mineurs[20].

### Époque contemporaine
Première Guerre mondiale

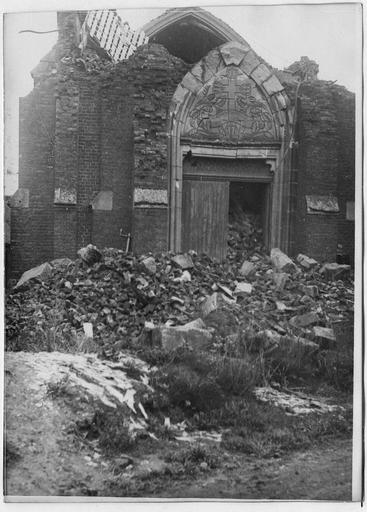
Ruines de l'église en novembre 1917.

Le 8 août 1918, le pont de Béthencourt est bombardé par un as de la Royal Air Force (RAF), le lieutenant James Alfred Keating, de nationalité américaine. Il a remporté six victoires dans les environs qui lui ont valu la Distinguished Flying Cross.
À la fin du conflit, le village est totalement détruit,,,.
Entre-deux-guerres
Des habitations provisoires furent construites par le génie avant la fin du conflit, en 1918,,,,,,,.
L'architecte Georges Lisch dirigea la reconstruction du village.
La commune a été décorée de la Croix de guerre 1914-1918, le 21 octobre 1920.
Avant la Seconde Guerre mondiale, le village comptait cinq agriculteurs, quatre cafés, un presbytère avec un curé, un garde champêtre, un boulanger, un moulin et un port permettant de fournir les sucreries d'Eppeville et d'Épénancourt en betteraves
Seconde Guerre mondiale
Bethencourt-sur-Somme était située sur la Ligne Weygand au cours de la Bataille de France de 1940.
La commune a été également décorée de la Croix de guerre 1939-1945 le 11 novembre 1948 avec étoile de bronze.
L'école communale a fermé en 1970 et ses locaux sont désormais intégrés à la mairie.

## Politique et administration

### Rattachements administratifs et électoraux
La commune se trouve dans l'arrondissement de Péronne du département de la Somme. Pour l'élection des députés, elle fait partie depuis 1958 de la cinquième circonscription de la Somme.
Elle faisait partie depuis 1793 canton de Nesle. Dans le cadre du redécoupage cantonal de 2014 en France, la commune est désormais rattachée au canton de Ham.

### Intercommunalité
La commune  faisait partie de la communauté de communes du Pays Neslois (CCPN), créée fin 2001, et qui succédait au district de Nesle, créé par arrêté préfectoral du 22 mai 1964.
La loi portant nouvelle organisation territoriale de la République (Loi NOTRe) du 7 août 2015, prévoyant que les établissements publics de coopération intercommunale (EPCI) à fiscalité propre doivent avoir un minimum de 15 000 habitants, le schéma départemental de coopération intercommunale (SDCI) arrêté par le préfet de la Somme le 30 mars 2016 prévoit notamment la fusion des communautés de communes du Pays Hamois et celle du Pays Neslois, afin de constituer une intercommunalité de 42 communes groupant 20 822 habitants, et précise qu'il « s'agit d'un bassin de vie cohérent dans lequel existent déjà des migrations pendulaires entre Ham et Nesle. Ainsi Ham offre des équipements culturels, scolaires et sportifs (médiathèque et auditorium de musique de grande capacité, lycée professionnel, complexe nautique), tandis que Nesle est la commune d'accueil de grandes entreprises de l'agroalimentaire ainsi que de leurs sous-traitants ».
La fusion intervient le 1er janvier 2017 et la nouvelle structure, dont la commune fait désormais partie, prend le nom de communauté de communes de l'Est de la Somme,.

### Liste des maires
| Période                                  | Période                        | Identité                | Étiquette | Qualité                                                             |
| ---------------------------------------- | ------------------------------ | ----------------------- | --------- | ------------------------------------------------------------------- |
| Les données manquantes sont à compléter. |                                |                         |           |                                                                     |
|                                          | 2001                           | Pierre Dambre           |           |                                                                     |
| mars 2001                                | septembre 2009                 | François-Xavier Legrand |           | Vice-président de la CC Pays Neslois ( ? → 2009) Décédé en fonction |
| septembre 2009                           | mai 2020                       | Jean-Pierre Carrière    |           |                                                                     |
| mai 2020                                 | En cours (au 24 novembre 2020) | Patricia Poturalski     |           |                                                                     |

## Population et société

### Démographie
L'évolution du nombre d'habitants est connue à travers les recensements de la population effectués dans la commune depuis 1793. Pour les communes de moins de 10 000 habitants, une enquête de recensement portant sur toute la population est réalisée tous les cinq ans, les populations de référence des années intermédiaires étant quant à elles estimées par interpolation ou extrapolation. Pour la commune, le premier recensement exhaustif entrant dans le cadre du nouveau dispositif a été réalisé en 2006.

En 2022, la commune comptait 126 habitants, en évolution de −2,33 % par rapport à 2016 (Somme : −1,26 %, France hors Mayotte : +2,11 %).
| 1793 | 1800 | 1806 | 1821 | 1831 | 1836 | 1841 | 1846 | 1851 |
| ---- | ---- | ---- | ---- | ---- | ---- | ---- | ---- | ---- |
| 96   | 96   | 88   | 131  | 159  | 148  | 157  | 139  | 160  |

| 1856 | 1861 | 1866 | 1872 | 1876 | 1881 | 1886 | 1891 | 1896 |
| ---- | ---- | ---- | ---- | ---- | ---- | ---- | ---- | ---- |
| 152  | 155  | 173  | 189  | 173  | 175  | 208  | 214  | 196  |

| 1901 | 1906 | 1911 | 1921 | 1926 | 1931 | 1936 | 1946 | 1954 |
| ---- | ---- | ---- | ---- | ---- | ---- | ---- | ---- | ---- |
| 181  | 173  | 170  | 138  | 206  | 161  | 133  | 116  | 148  |

| 1962 | 1968 | 1975 | 1982 | 1990 | 1999 | 2006 | 2011 | 2016 |
| ---- | ---- | ---- | ---- | ---- | ---- | ---- | ---- | ---- |
| 157  | 132  | 118  | 117  | 122  | 110  | 129  | 131  | 129  |

| 2021 | 2022 | - | - | - | - | - | - | - |
| ---- | ---- | - | - | - | - | - | - | - |
| 127  | 126  | - | - | - | - | - | - | - |

### Sécurité
La commune s'est équipée en 2021 de caméras de vidéosurveillance après avoir intégré en 2020 le dispositif Voisins vigilants

## Culture locale et patrimoine

### Lieux et monuments
- Église Notre-Dame-de-l'Assomption[50], détruite pendant la Première Guerre mondiale[51],[52],[53]   et reconstruite depuis.
- Cimetière militaire allemand de Béthencourt-sur-Somme, l'un des plus grands cimetières allemands de la Grande Guerre, avec 1 242 tombes[4]
- La commune est renommée pour ses lieux de pêche et dispose d'un camping, qui compte une cinquantaine de chalets installés au bord de l'eau[4].

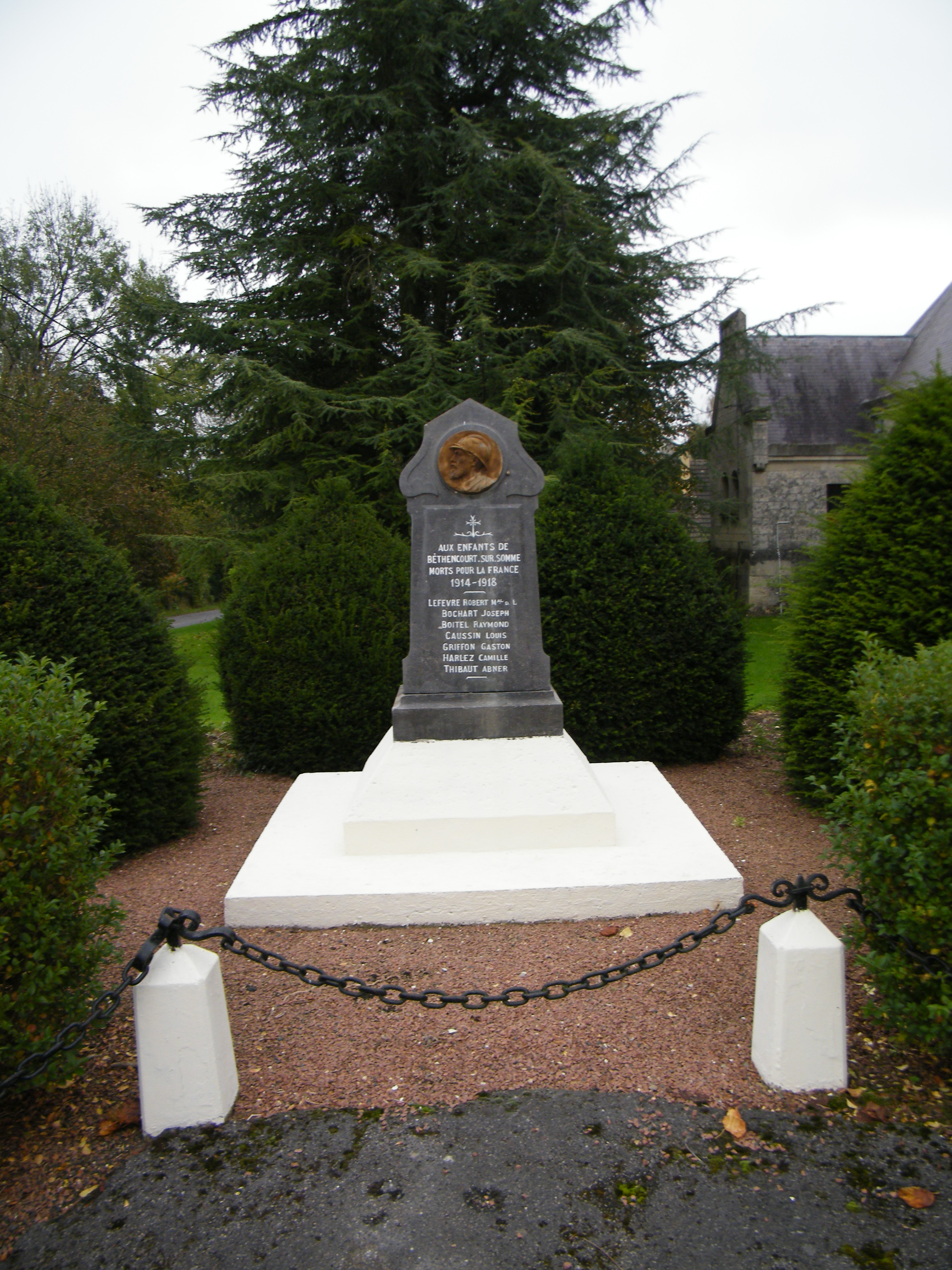
Le monument aux morts.
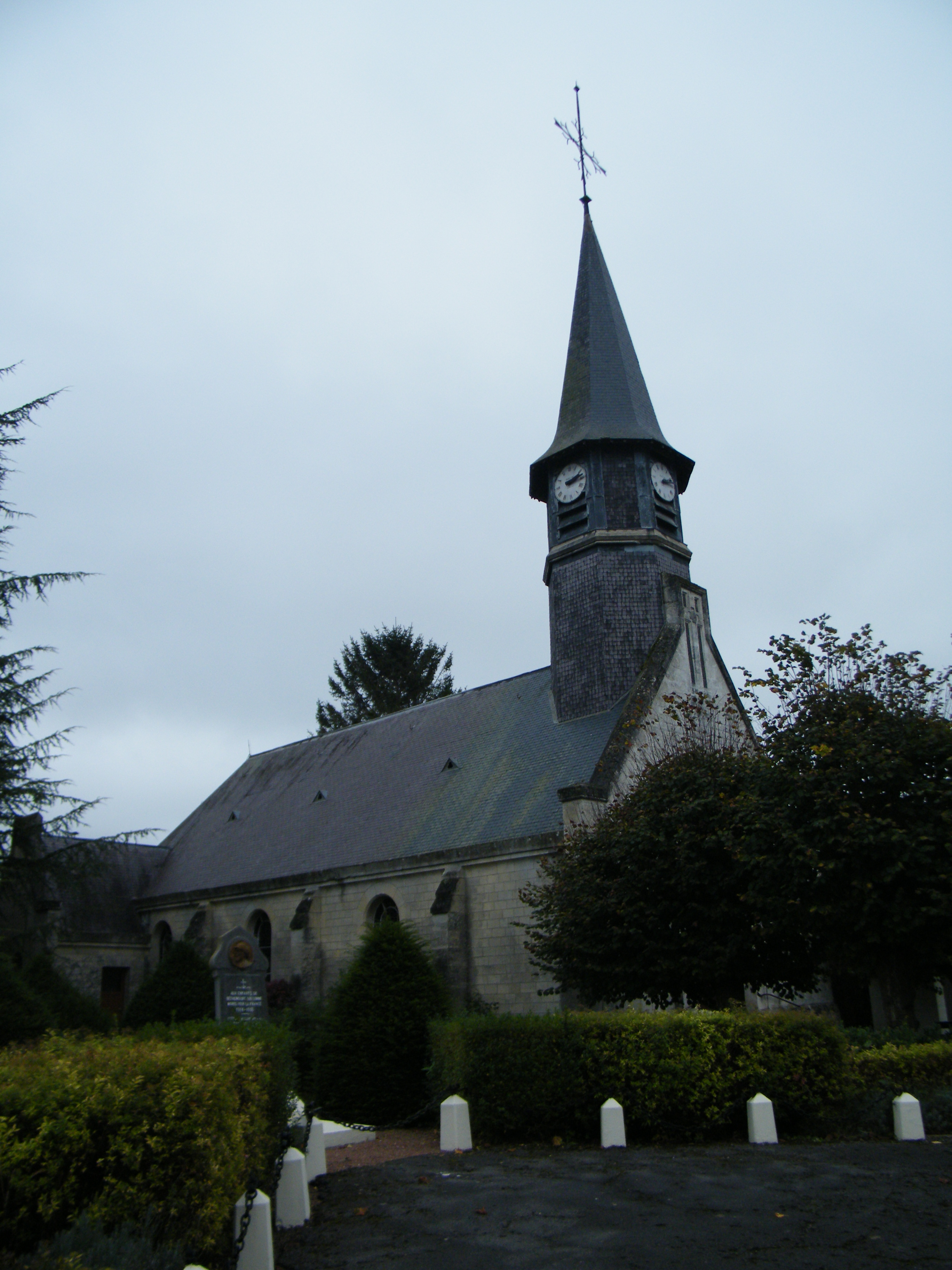
L'église Notre-Dame.
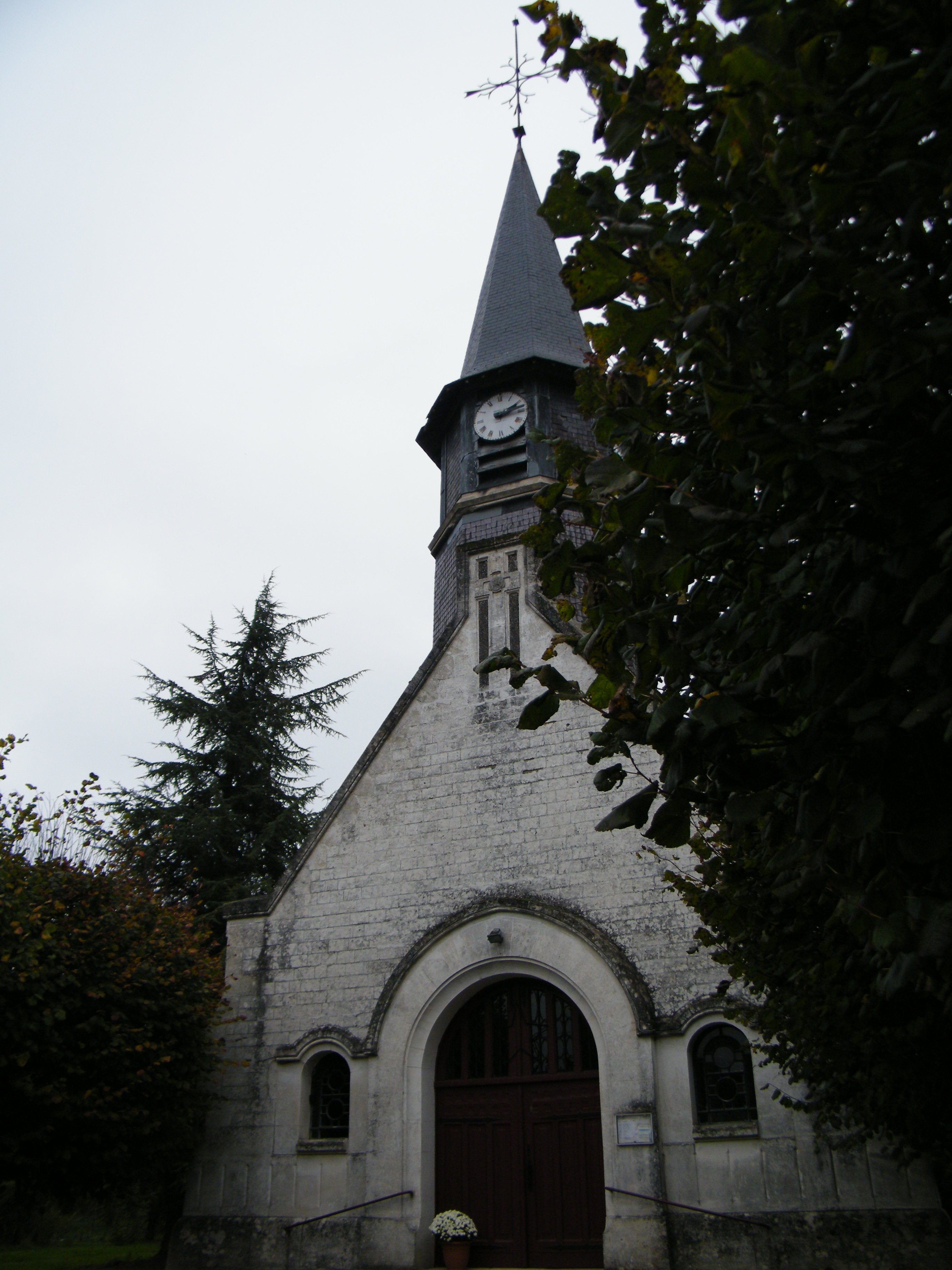
Façade de l'église.
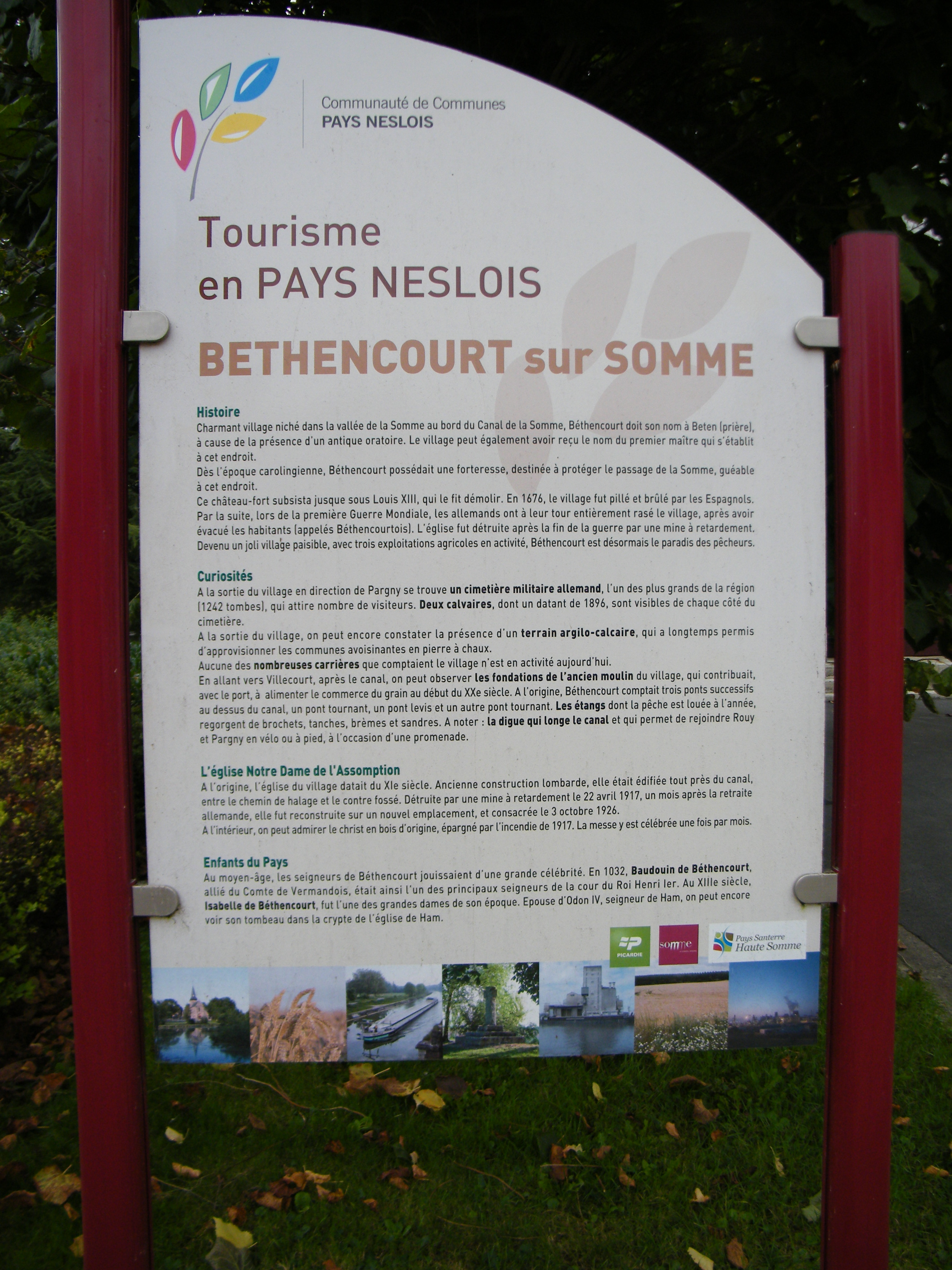
Panneau d'informations.
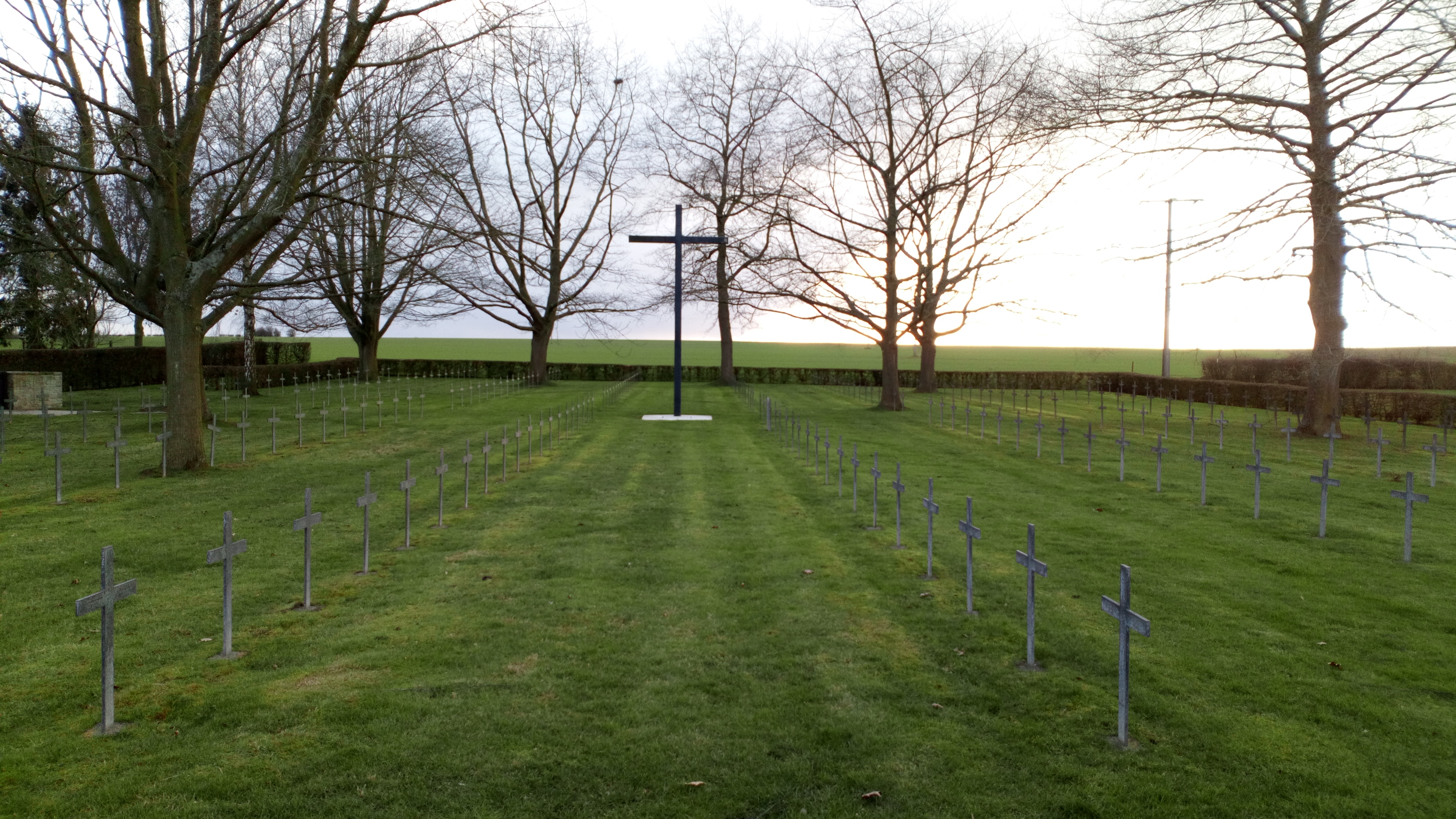
Cimetière militaire allemand de Béthencourt-sur-Somme

### Personnalités liées à la commune

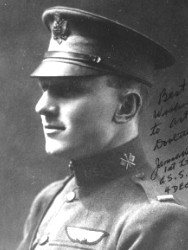
James Alfred Keating, vers 1915.

- Jean de Béthencourt, seigneur du lieu en 1231[Note 4].
- James Alfred Keating, as de l'aviation américaine de la Première Guerre mondiale, s'est notamment illustreé à Béthencourt.

### Béthencourt-sur-Somme dans les arts

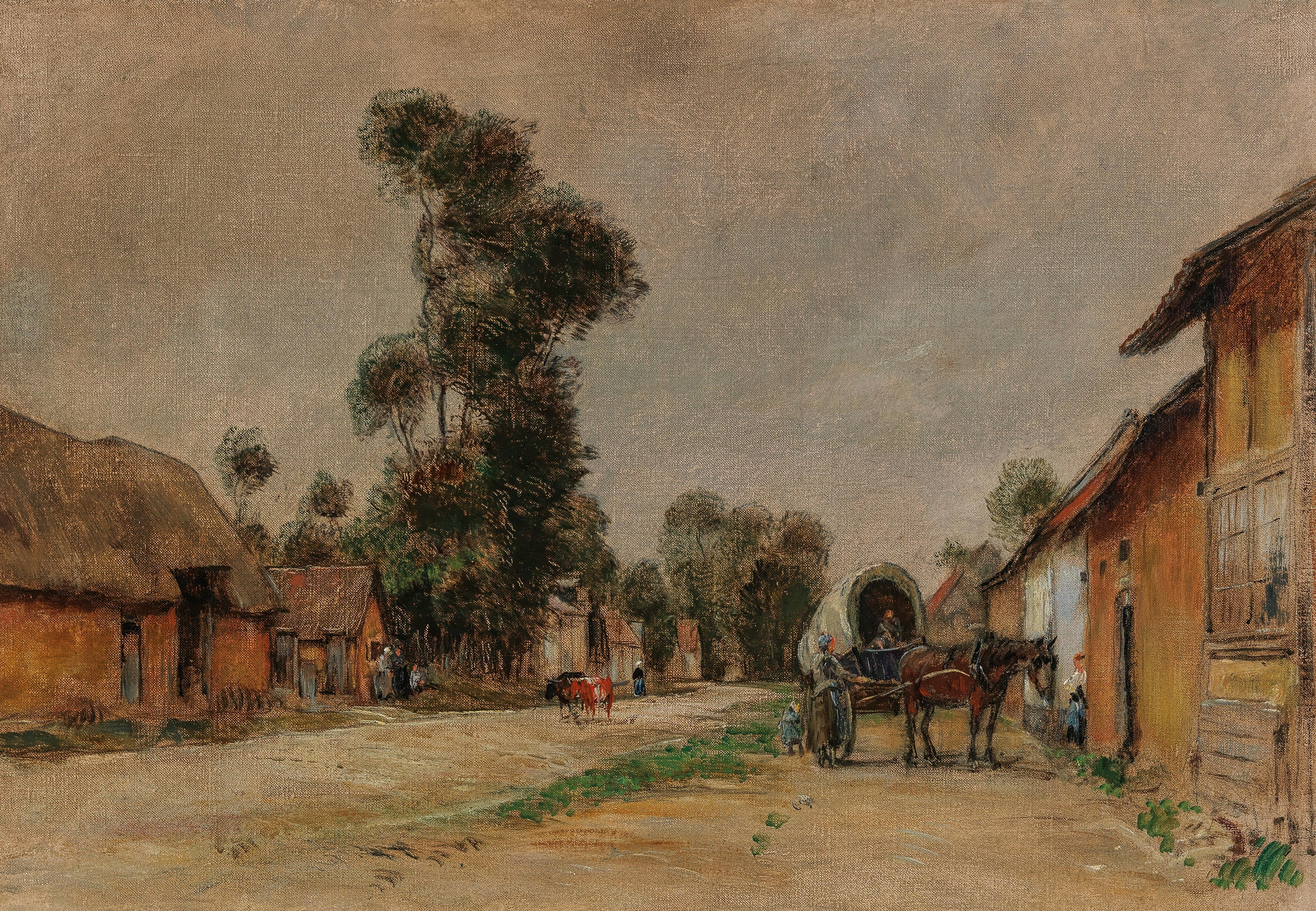
Une rue de Béthencourt-sur-Somme, Rudolf Ribarz, avant 1904.

### Héraldique
|  | Les armes de la commune se blasonnent ainsi : d'or aux douze merlettes de gueules ordonnées en orle, accompagnées d'un lambel d'azur. |